# Người Mỹ gốc Ba Lan

Người Mỹ gốc Ba Lan tính theo% dân số theo tiểu bang

Người Mỹ gốc Ba Lan xuất hiện trong những cách giống như người di cư khác của người châu Âu đến châu Mỹ. Cộng đồng người Ba Lan siêu việt kết hợp với con cháu người Mỹ gốc Ba Lan. Một tỷ lệ rất nhỏ trong cộng đồng này tuyên xưng tôn giáo Do Thái và những người khác là Chính thống giáo. Điều tra dân số Hoa Kỳ năm 2010 đã báo cáo gần 10 triệu người Ba Lan tại Hoa Kỳ, bao gồm cả người Mỹ gốc Ba Lan, chiếm khoảng 3% dân số Hoa Kỳ.

## Lịch sử
Người Ba Lan lần đầu tiên đến Hoa Kỳ, theo hồ sơ nhập cư, định cư tại thuộc địa Virginia vào năm 1608. Những người nhập cư đầu tiên của Ba Lan bao gồm Jacob Sodowski, Pułaski Kazimierz và Tadeusz Kosciuszko, những người tích cực tham gia vào chiến giành độc lập Hoa Kỳ. Tổng cộng, hơn một triệu người Ba Lan di cư sang Hoa Kỳ, chủ yếu vào cuối thế kỷ 19 và 20. Số lượng chính xác của nhập cư là không rõ. Bởi vì nó là một phần của Thịnh vượng chung Ba Lan-Litva, Nhà nước Ba Lan không tồn tại vào thời điểm tiền thân của Dịch vụ Nhập cư và Nhập tịch của người nhập cư thực hiện việc phân loại theo nước xuất xứ chứ không phải theo nguồn gốc dân tộc. Các phân vùng đã đưa ra các thuật ngữ "Nga", "Đức" và "Áo" cho người nhập cư Ba Lan đến Hoa Kỳ.